# Celypha pseudalarixicola
Celypha pseudalarixicola is een vlinder uit de familie van de bladrollers (Tortricidae). De wetenschappelijke naam van de soort is voor het eerst geldig gepubliceerd in 1992 door Liu & Fang.